# Haandværkerfest i Holbæk
|  | Denne artikel er oprettet af botten Steenthbot ud fra en ekstern database. Den kan derfor have sproglige fejl eller mangler. Denne skabelon kan fjernes efter kontrol af indholdet. |

Haandværkerfest i Holbæk er en dansk dokumentarisk optagelse fra 1923.

## Handling
Håndværket fester i Holbæk. De forskellige fag deltager i optog gennem byen med oppyntede hestetrukne vogne. Billeder fra Holbæk by og dens borgere på gaden. Et tivoli med gynger og pariserhjul - hele byen fester.